# Nœud de cabestan
Le nœud de cabestan nommé aussi deux demi-clés à capeler est un nœud d'amarrage autobloquant servant à attacher rapidement une corde à une amarre ou à une élément fixe tel un poteau, un mat, un piquet ou un mousqueton. Il est couramment utilisé en matelotage et en alpinisme. Il peut être réalisé d'une seule main, en bout de corde si on ne peut chevaucher la barre. Il peut aussi être réalisé au milieu d'un cordage en exécutant deux demi-clés à capeler dans le cas d'une amarre ou d'un mousqueton.

## Dénomination
Le mot cabestan est peut-être issu du provençal, mais cette appellation reste mystérieuse car il n'a jamais servi d'amarrage à un cabestan, comme son nom pourrait le faire croire mais simplement à une amarre, Ce nœud est également dénommé deux demi-clefs à capeler en lien avec la méthode pour l'exécuter. Il est utilisé au théâtre sous le nom d'« allemande[réf. nécessaire] ». Les plus jeunes scouts le connaissent parfois sous le nom d'« oreilles de Mickey » en référence à la technique parfois utilisée pour le réaliser[réf. nécessaire].

## Nouages

### En milieu de corde
L’intérêt de cette méthode Oreilles de Mickey est sa préparation sans risque de confusion. Cette méthode est peut être la plus simple à réaliser et à mémoriser, sous condition que l'on puisse l'enfiler sur l'objet à serrer, comme un piquet, une bitte d'amarrage, une hampe de brancard. Cette technique est possible à réaliser au milieu d'un cordage, même si les deux extrémités ne sont pas accessibles et l'ajustement fin reste possible sans tout défaire. 
On peut par exemple former deux boucles en « oreilles de Mickey » puis les croiser.

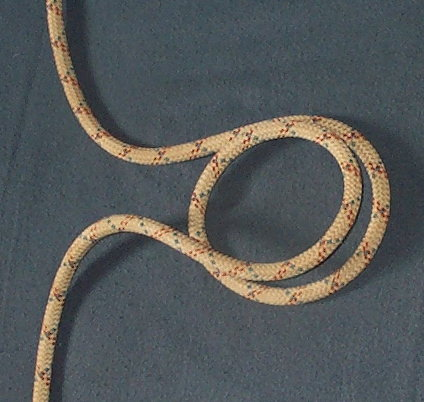
Réaliser deux boucles successive, l'une sur l'autre.
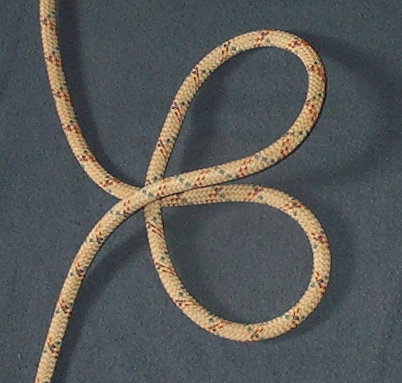
Écarter les deux boucles pour créer les deux oreilles de Mickey.
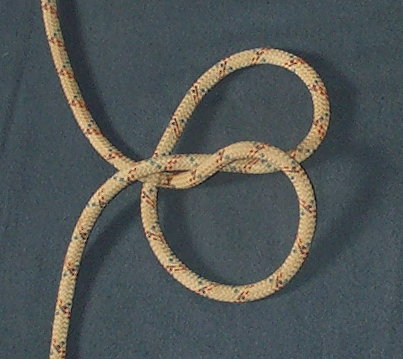
Passer une oreille au-dessus de l'autre puis faire chevaucher.
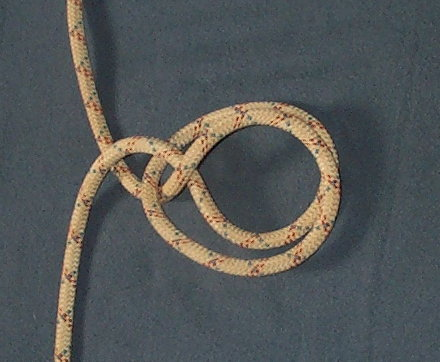
Le nœud prêt à l'usage.

### En bout de corde
Une autre manière par tissage des deux demi-clefs consiste à tenir le dormant contre l'objet avec une main, puis à effectuer successivement les deux demi-clefs :
- la main libre saisit le dormant en supination (paume vers le haut), se retourne en pronation (paume vers le bas), et l'on enfile la boucle ainsi formée sur l'objet ;
- on effectue une deuxième fois l'opération.

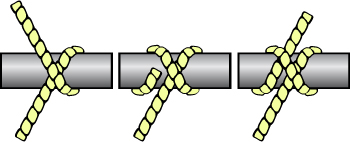
Réalisation autour d'un espar.

Cette technique est possible même si aucune extrémité du support n'est accessible (par exemple pour s'accrocher à un anneau, ou à un arbre).

## Propriétés générales
Rapide à faire et à défaire, il ne risque pas de s'ouvrir sous la tension. Les deux brins se serrent indépendamment sous la traction, mais si la tension se relâche, ce nœud peut se desserrer. Il se défait facilement même après avoir été mis sous tension.

## Utilisation

### En matelotage
Il est utilisé en matelotage comme nœud d'amarrage : il sert à fixer un cordage sous tension constante à un point fixe (pieu, anneau ou bitte d'amarrage). Il s'utilise sur les haubans avec les enfléchures. Il sert couramment à attacher les pare-battages d'un bateau aux filières ou aux chandeliers. C'est un nœud employé pour établir un dormant à l'extrémité ou au capelage d'un espar, d'un mât de charge, etc. Ce type de nœud sert également pour frapper une poulie à fouet.

### En alpinisme

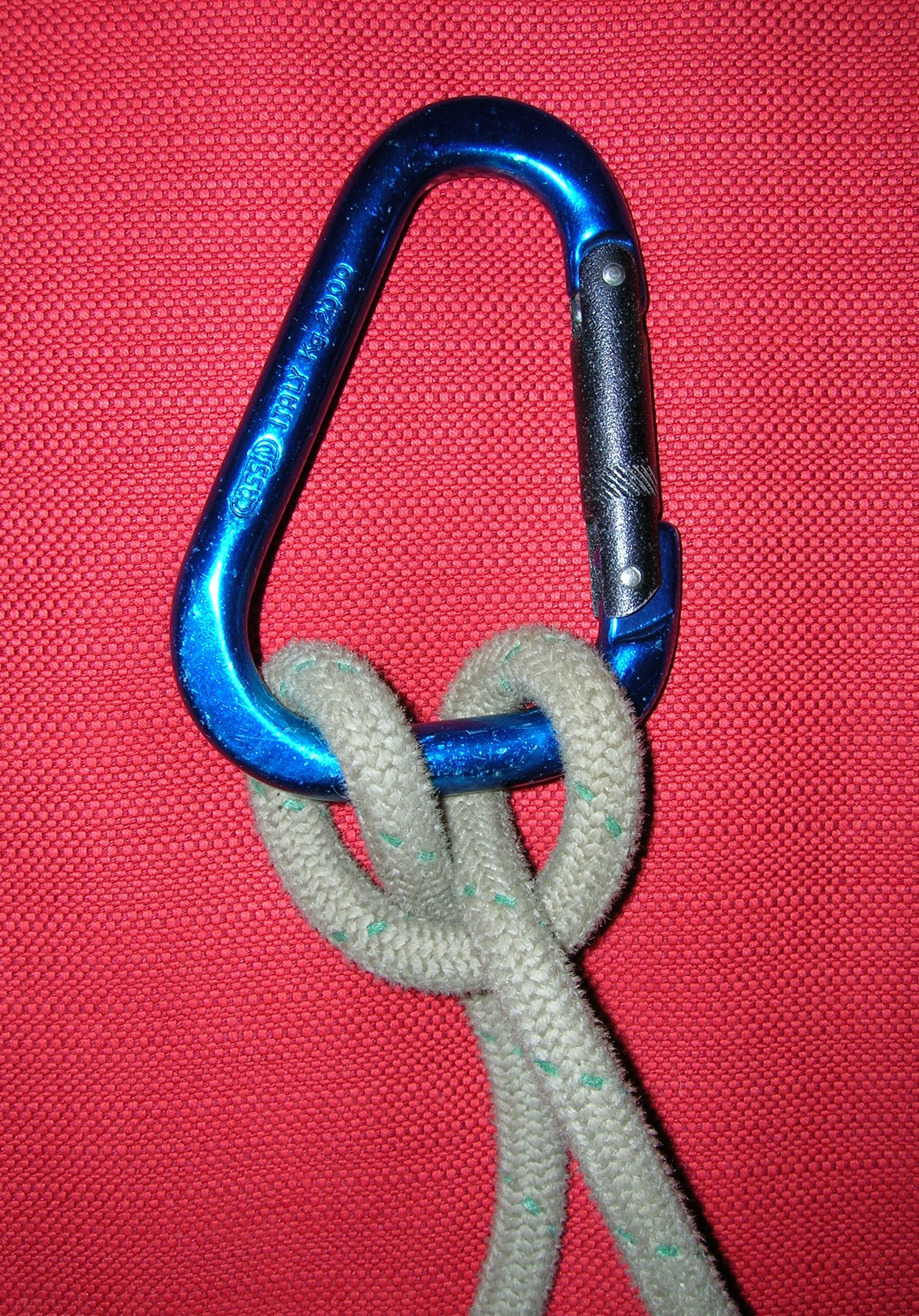
Utilisation en alpinisme.

Le nœud de cabestan est aussi couramment utilisé en alpinisme pour se longer en toute sécurité à un relais en falaise de plusieurs longueurs. Il est réalisé sur la corde d'assurage, passée dans un mousqueton fixé au relais, de façon à s'auto-assurer. La corde est alors bloquée dans les deux sens mais permet un réglage fin pour se positionner correctement au relais, ce qui est difficile avec une longe fixe. On peut aussi utiliser ce nœud pour se vacher à un piolet planté dans la neige. C'est un nœud facile à réaliser, qui peut même être noué d'une seule main et d'un seul geste. Il est facile à régler et à desserrer, même sans ouvrir le mousqueton. Il ne doit pas travailler en dynamique, c'est-à-dire qu'il est nécessaire de rester en tension sur ce nœud.

### En scoutisme
Ce nœud est couramment utilisé par les scouts en froissartage : il sert pour commencer un brêlage, qui est le nœud de base des « installations » scoutes (construction réalisées pour aménager un lieu de camp : table, vaisselier, table à feu, bancs, coin toilette, etc.)

Sanglage d'une victime sur un brancard avec une corde ou une sangle longue : la méthode commence et se termine par un nœud de cabestan sur les hampes.

### En secourisme
Dans certaines situations exceptionnelles, il peut être nécessaire d'attacher un lien à une hampe de brancard :
- pour attacher une victime avec une sangle longue (ou à défaut une corde), lorsque l'on ne dispose pas de sangle de type ceinture, ou bien lorsque le brancard doit être incliné (les sangles ceinture n'empêchant pas la victime de glisser) ; le sanglage commence et se termine sur la hampe par un nœud de cabestan ;
- pour retenir le brancard lors d'un brancardage dans une pente importante ; les hampes du brancard sont encordées.

Il permet également de fixer une corde à un arbre, la corde pouvant alors servir de main courante.
Pour éviter qu'il ne se défasse complètement lorsque la tension se relâche, on pratique au minimum une demi-clef avec le courant sur le dormant, voire un demi-nœud (nœud de pêcheur).